# Octaveren

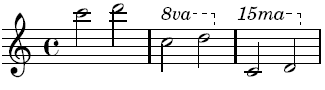
Geoctaveerde notatie, drie manieren om dezelfde twee noten te noteren

Octaveren is het een of twee octaven hoger of lager spelen van muziek dan er genoteerd staat. Er zijn enkele instrumenten die een zodanige constructie hebben dat men, om de muziek leesbaar te houden, altijd octaveert. 
- gitaar klinkt een octaaf lager dan genoteerd
- sopraanblokfluit klinkt een octaaf hoger dan genoteerd

Als een componist een partij of een gedeelte daarvan geoctaveerd wil laten spelen, wordt boven de partij 8va (ottava) genoteerd voor een octaaf hoger. Soortgelijk voor een octaaf lager: 8va basso. Ook dubbele octavering komt voor: 15ma (quindecima) en 15ma basso voor respectievelijk 2 octaven (een quindecime) hoger dan wel lager.